# Aimé Charles-Nicolas
Aimé Charles-Nicolas, est un professeur de médecine, psychologie médicale et de psychiatrie à la Faculté de Médecine des Antilles-Guyane, français né le 28 avril 1943 en Martinique.
Spécialisé en médecine addictologie, il participe en 1971 à la création de l'hôpital Marmottan à Paris et a été pendant plusieurs années directeur du Centre Pierre-Nicole à Paris, maison d’accueil pour les toxicomanes lourds. Il est à l'origine du concept de conduite ordalique.
Il est également le fondateur et président de l'association FIRST - Formation Intervention Recherche sur le Sida et les Toxicomanies,.
Il reçoit  la Légion d'honneur des mains de l'écrivain Joseph Jos en septembre 2008.
Il est l'un des organisateurs avec l’Association Régionale FIRST CARAIBES, du premier Colloque Scientifique International sur le thème de «L’esclavage : quel impact sur la psychologie des populations ?» dans le cadre de la Décennie des Nations unies pour les afro descendants 2015-2024 (En Martinique les 26 et 27 octobre et en Guadeloupe le 28 octobre 2016).